# Latica Anić
Latica Anić (1994.), hrvatska komorna glazbenica

## Životopis
Počela je učiti violončelo kod Mihovila Karuze kao sedmogodišnjakinja. Aktivno je sudjelovala na majstorskim tečajevima međunarodno priznatih violončelista i pedagoga, kao što su Miklós Perényi, Jérôme Pernoo, László Fenyö, Jens Peter Maintz, Wolfgang Emanuel Schmidt, Gary Hoffman i drugi, a kao stipendistica zaklade Musik und Jugend pohađala je seminare Valtera Dešpalja na Muzičkoj akademiji u Lihtenštajnu. Nakon studija na akademiji u Lihtenštajnu i diplome na Muzičkoj akademiji u Zagrebu, u klasi Valtera Dešpalja 2016., nastavlja usavršavanje u razredu Raphaela Merlina na Conservatoire à rayonnement régional in Boulogne-Billancourt u Parizu. Kao solistica nastupila je uz Stuttgartski komorni orkestar, Filharmoniju iz Plevena, Zagrebačku filharmoniju, Simfonijski orkestar Hrvatske radiotelevizije, Zagrebačke soliste, Dubrovački simfonijski orkestar i Splitski komorni orkestar. Kao komorna glazbenica surađivala je s članovima ansambala kao što su kvarteti Ébène i Kuss. Solističke recitale održala je u Austriji, Njemačkoj, Francuskoj, Portugalu, Lihtenštajnu i Švicarskoj, nastupajući na međunarodnim glazbenim festivalima poput Next Generation Festival u Švicarskoj, Sommerliche Musiktage u njemačkom Hitzackeru te Festivala Katja Popova u Bugarskoj. (MIC, 2017.)

## Nagrade, priznanja i uspjesi
- Pobjednica je nekoliko državnih i međunarodnih natjecanja, od kojih se izdvajaju prve nagrade:[1]
- na Međunarodnom violončelističkom natjecanju u Liezenu, Austrija
- na Trećem hrvatskom natjecanju mladih glazbenih umjetnika Papandopulo u Zagrebu
- Nagrada Grada Samobora na Međunarodnom natjecanju mladih glazbenika Ferdo Livadić u Samoboru (2015.) za najbolju izvedbu djela hrvatskog skladatelja
- Nagrada Darko Lukić (2017.).

## Vanjske poveznice
- Latica Anić na Facebooku